# Andrenosoma erax
Andrenosoma erax är en tvåvingeart som beskrevs av Stanley Willard Bromley 1934. Andrenosoma erax ingår i släktet Andrenosoma och familjen rovflugor.
Artens utbredningsområde är Guyana. Inga underarter finns listade i Catalogue of Life.